# Kabinet-Faymann II
De regering-Faymann II werd in Oostenrijk gevormd na de parlementsverkiezingen in 2013 en beëdigd op 16 december 2013. Werner Faymann werd herverkozen als kanselier en leidde opnieuw een coalitie van SPÖ en ÖVP. 
Nadat de kandidaat van de SPÖ, Rudolf Hundstorfer, bij de presidentsverkiezingen van 2016 de tweede ronde niet haalde, trad Werner Faymann op maandag 9 mei 2016 af als bondskanselier van Oostenrijk en als partijleider van de SPÖ. 
Op 12 mei 2016 werd de SPÖ-afdelingen van de Oostenrijkse bondslanden het eens over Faymanns opvolger voor beide functies: Christian Kern. Op 17 mei 2016 werd hij beëdigd als bondskanselier. Op deze dag werden ook de namen van drie nieuwe SPÖ-ministers en een nieuwe staatssecretaris bekendgemaakt, die op 18 mei beëdigd worden, namelijk Thomas Drozda (Kanzlermamtminister), Jörg Leichtfried (Infrastructuur), Sonja Hammerschmied (Onderwijs) en Muna Duzdar (staatssecretaris). Het kabinet gaat dan in de nieuwe samenstelling verder als het kabinet-Kern.

## Kabinet–Faymann II (2013–2016)
| Ambtsbekleder                         | Ambtsbekleder           | Ambtsbekleder                   | Functie(s)                            | Ambtstermijn     | Ambtstermijn     | Partij(en) |
| ------------------------------------- | ----------------------- | ------------------------------- | ------------------------------------- | ---------------- | ---------------- | ---------- |
|                                       | Werner Faymann          | Werner Faymann (1960)           | Bondskanselier                        | 2 december 2008  | 9 mei 2016       | SPÖ        |
|                                       | Reinhold Mitterlehner   | Reinhold Mitterlehner (1955)    | Bondskanselier                        | 9 mei 2016       | 17 mei 2016      | ÖVP        |
|                                       | Michael Spindelegger    | Michael Spindelegger (1959)     | Vicekanselier                         | 20 april 2011    | 1 september 2014 | ÖVP        |
| Minister van Financiën                | Michael Spindelegger    | Michael Spindelegger (1959)     | 16 december 2013                      |                  | 1 september 2014 | ÖVP        |
|                                       | Reinhold Mitterlehner   | Reinhold Mitterlehner (1955)    | Vicekanselier                         | 1 september 2014 | 17 mei 2017      | ÖVP        |
| Minister van Economische Zaken        | Reinhold Mitterlehner   | Reinhold Mitterlehner (1955)    | 16 december 2013                      |                  | 17 mei 2017      | ÖVP        |
| Minister voor Wetenschap en Onderzoek | Reinhold Mitterlehner   | Reinhold Mitterlehner (1955)    | 16 december 2013                      |                  | 17 mei 2017      | ÖVP        |
|                                       | Johanna Mikl-Leitner    | Johanna Mikl-Leitner (1964)     | Minister van Binnenlandse Zaken       | 20 april 2011    | 20 april 2016    | ÖVP        |
|                                       | Wolfgang Sobotka        | Wolfgang Sobotka (1956)         | Minister van Binnenlandse Zaken       | 20 april 2016    | 18 december 2017 | ÖVP        |
|                                       | Sebastian Kurz          | Sebastian Kurz (1986)           | Minister van Buitenlandse Zaken       | 16 december 2013 | 18 december 2017 | ÖVP        |
|                                       | Hans Jörg Schelling     | Hans Jörg Schelling (1953)      | Minister van Financiën                | 1 september 2014 | 18 december 2017 | ÖVP        |
|                                       | Wolfgang Brandstetter   | Wolfgang Brandstetter (1957)    | Minister van Justitie                 | 16 december 2013 | 18 december 2017 | O          |
|                                       | Gerald Klug             | Gerald Klug (1968)              | Minister van Defensie                 | 11 maart 2013    | 28 januari 2016  | SPÖ        |
|                                       | Hans Peter Doskozil     | Hans Peter Doskozil (1970)      | Minister van Defensie                 | 28 januari 2016  | 18 december 2017 | SPÖ        |
|                                       | Alois Stöger            | Alois Stöger (1960)             | Minister van Volksgezondheid          | 2 december 2008  | 1 september 2014 | SPÖ        |
|                                       | Sabine Oberhauser       | Sabine Oberhauser (1963–2017)   | Minister van Volksgezondheid          | 1 september 2014 | 23 februari 2017 | SPÖ        |
|                                       | Rudolf Hundstorfer      | Rudolf Hundstorfer (1951–2019)  | Minister van Sociale Zaken            | 2 december 2008  | 28 januari 2016  | SPÖ        |
| Minister van Arbeid                   | Rudolf Hundstorfer      | Rudolf Hundstorfer (1951–2019)  |                                       | 2 december 2008  | 28 januari 2016  | SPÖ        |
|                                       | Alois Stöger            | Alois Stöger (1960)             | Minister van Sociale Zaken            | 28 januari 2016  | 18 december 2017 | SPÖ        |
| Minister van Arbeid                   | Alois Stöger            | Alois Stöger (1960)             |                                       | 28 januari 2016  | 18 december 2017 | SPÖ        |
|                                       | Gabriele Heinisch-Hosek | Gabriele Heinisch- Hosek (1961) | Minister van Onderwijs                | 16 december 2013 | 17 mei 2016      | SPÖ        |
|                                       | Doris Bures             | Doris Bures (1962)              | Minister van Transport en Technologie | 2 december 2008  | 1 september 2014 | SPÖ        |
|                                       | Alois Stöger            | Alois Stöger (1960)             | Minister van Transport en Technologie | 1 september 2014 | 28 januari 2016  | SPÖ        |
|                                       | Gerald Klug             | Gerald Klug (1968)              | Minister van Transport en Technologie | 28 januari 2016  | 17 mei 2016      | SPÖ        |
|                                       | Andrä Rupprechter       | Andrä Rupprechter (1961)        | Minister van Landbouw                 | 16 december 2013 | 18 december 2017 | ÖVP        |
|                                       | Sophie Karmasin         | Sophie Karmasin (1967)          | Minister voor Jeugd, Gezin en Vrouwen | 16 december 2013 | 18 december 2017 | O          |
|                                       | Josef Ostermayer        | Josef Ostermayer (1961)         | Minister voor Kunst, Cultuur en Media | 16 december 2013 | 17 mei 2016      | SPÖ        |

Renner · Figl I · Figl II · Figl III · Raab I · Raab II · Raab III · Raab IV · Gorbach I · Gorbach II · Klaus I · Klaus II · Kreisky I · Kreisky II · Kreisky III · Kreisky IV · Sinowatz · Vranitzky I · Vranitzky I · Vranitzky III · Vranitzky IV · Vranitzky V · Klima · Schüssel I · Schüssel II · Gusenbauer · Faymann I · Faymann II · Kern · Kurz I · Bierlein · Kurz II · Schallenberg · Nehammer · Stocker